# Nembus
Nembus (51 d'Andròmeda / 51 Andromedae) és una estrella de la constel·lació d'Andròmeda. Hom creia que Johann Bayer havia designat aquesta estrella com a Ípsilon Persei (υ Persei), però la designació de Flamsteed 51 Andromedae és actualment la designació oficial. És una estrella estrella gegant taronja del tipus K amb una de la magnitud aparent +3,59. Està aproximadament a 174 any llum de la Terra.

## Localització
La localització de l'estrella es mostra en aquesta il·lustració de la constel·lació d'Andròmeda: